# ロイ・ネイザンソン
ロイ・ネイザンソン（Roy Nathanson、1951年5月17日 - ）は、アメリカのサクソフォーン奏者、作曲家、バンドリーダー、そして音楽教師である。1987年にカーティス・フォークスと共に結成した6人組バンド「ジャズ・パッセンジャーズ」のリーダー兼主任作曲家となった。彼らはヨーロッパを幾度となくツアーし、フィンランド、ドイツ、イタリア、フランス、スイスといった主要フェスティバルに出演したほか、ニューヨークのJ.V.C.フェスティバル、カナダのデュ・モーリア・フェスティバルにも出演し、アメリカとカナダ全土をツアーした。デビュー以来、8枚のアルバムをリリースしている。

## 略歴
ロイ・ネイザンソンは、ニューヨーク・ブルックリンのユダヤ人家庭に生まれた。1994年、ネイザンソンはハル・ウィルナーとヒューゴ・ドワイヤーがプロデュースしたオリジナル・ボーカル・アルバム『ジャズ・パッセンジャーズ・イン・ラヴ』のために、様々な楽曲を作曲した。ジミー・スコフ、ジョン・ケリー、フリーディ・ジョンストン、バーナード・ファウラー、ジェフ・バックリィ、そして現在バンドのフルタイム・メンバーとして活動しているデボラ・ハリーなど、多くのゲスト・ボーカリストが参加している。1995年の夏以降、ジャズ・パッセンジャーズはハリーと共にヨーロッパとアメリカをツアーし、一部の公演ではエルヴィス・コステロもゲスト出演した。この構成で、パッセンジャーズはハリーとコステロをフィーチャーした『インディヴィジュアリィ・ツイステッド』と、デボラ・ハリーをフィーチャーした『Live In Spain』の2枚のアルバムをリリース。2001年3月、バンドはハリーとバッファロー・フィルハーモニー管弦楽団と共に、彼らのレパートリーをオーケストラ・アレンジで演奏した。
ネイザンソンは、キーボード奏者兼作曲家のアンソニー・コールマンとデュオを組んでおり、共にアメリカとヨーロッパをツアーしている。3枚目のアルバム『I Could've Been a Drum』は、ジョン・ゾーンのレーベル、ツァディクからリリースされた。
インディペンデント作曲家として、モノローグ作家のデイヴィッド・ケイルの作品の音楽も手掛けている。彼らの作品『Deep in a Dream of You』は、1990年にシカゴのグッドマン劇場で初演され、1992年にはニューヨークのニッティング・ファクトリーで初演された。その後、1993年4月にはジョセフ・パップ・パブリック・シアターで上演されている。これは彼らとの3度目のコラボレーションとなっている。PBSの楽曲、ヤーコプ・ブルクハルトやタマラ・ジェンキンスの映画、そして劇作家レイ・ドビンズらによる数多くの舞台作品の音楽も手掛けてきた。HBOのテレビ・シリーズ『Happily Ever After: Fairy Tales for Every Child』のためには、童謡を作曲した。彼の楽曲のいくつかは、フィレンツェ・オペラハウスで上演されるキャロル・アーミテージによる『シェヘラザード』に使用され、また作詞・編曲した楽曲は、ロバート・アルトマン監督の映画『ショート・カッツ』やシャンタル・アケルマン監督の『アメリカン・ストーリーズ/食事・家族・哲学』にも使用されている。1995年10月にニューヨーク映画祭でプレミア上映されたスーザン・ピット監督のアニメ映画『ジョイ・ストリート』の音楽も担当した。MINグールドとジェリー・スティラーが出演した1997年の長編映画『Camp Stories』におけるクレズマー音楽に基づいたシーンを収録したアルバムが、ニッティング・ファクトリー・ワークス（Knitting Factory Works）からリリースされた。
1997年には、セルジュ・ゲンズブールの曲をジャズ・パッセンジャーズ・アンド・デボラ・ハリーのためにヴァージン・フランスのコンピレーション収録用に編曲し、エドガー・アラン・ポーの詩を編曲して、ハル・ウィルナーがプロデュースしたポーのコンピレーションに収録した。
ネイザンソンは、カーネギー財団が資金提供している「Meet the Composer」という団体から、1996年と1997年に2度にわたり助成金を受け、子どもたちとの新しい作品を制作した。その結果として生まれた「Dreams of Someday」は、クイーンズ区にあるP.S. 188の子どもたちが共同で作曲し、ネイザンソンが指導した合唱団とバンドによって演奏された。この曲は1997年6月のテキサコ・ジャズ・フェスティバルでも演奏された。
『ファイア・アット・キートンズ・バー&グリル』は、2000年3月にシックス・ディグリーズ・レコードからネイザンソン名義でリリースされたCDである。架空のバーで発生した火災を題材にしたこの作品には、エルヴィス・コステロやデビー・ハリーに加え、チャールズ・アーランドなど、これまで仕事を共にしてきた多くのアーティストたちが参加している。ニューヨークのセント・アンズ・ウェアハウス・アーツや、ロンドンのロイヤル・フェスティバル・ホールでも上演されている。
俳優としては、シャンタル・アケルマン、ジム・ジャームッシュ、エレイン・メイ監督の映画に出演したほか、ニューヨーク・ダウンタウンの様々な演劇プロジェクトにも出演している。ピーター・リリエンタール監督の子供向け映画『Wasserman』では主演を務めた。
また、ダグラス・スローン（映画監督）が制作したデジタル/ウェブ・コンテンツ・シリーズ「Troubadours」にも大きく取り上げられた。このシリーズは、音楽を通して型破りなストーリーテリングを行うアーティストを紹介している。
彼はサイドマンとして、ラウンジ・リザーズとの4年間のレコーディングとツアー、マーク・リボーのアルバム『Rootless Cosmopolitans』、チャールズ・アーランド、シュレルズとの共演を果たしている。また、スティーヴ・レイシーとネッド・ローゼンバーグと共にブリュッセルで行ったサックス・カルテット・コンサートなど、特別なプロジェクトにも参加しており、4人のミュージシャンがそれぞれオリジナル曲を演奏した。
現在は妻と息子と共にブルックリンのディトマス・パークに在住。また、ロウアー・マンハッタンの公立学校「Institute for Collaborative Education」で教鞭を執り、2011年3月にニューカッスル・アポン・タインで行ったコンサートを含む海外コンサートを企画・運営しているほか、中学校と高校のバンドも数多く手がけている。

## ディスコグラフィ

### リーダー・アルバム
- Little Fred (1990年、Les Disques du Crepuscule)
- 『ザ・カミング・グレイト・ミレニアム』 - The Coming Great Millennium... (1992年、Knitting Factory Works) ※with アンソニー・コールマン
- 『ロブスター・アンド・フレンド』 - Lobster and Friend (1993年、Knitting Factory) ※with アンソニー・コールマン
- Camp Stories: Music from the Motion Picture (1996年、Knitting Factory Works)
- I Could've Been a Drum (1997年、Tzadik) ※with アンソニー・コールマン
- 『ファイア・アット・キートンズ・バー&グリル』 - Fire at Keaton's Bar and Grill (2000年、Six Degrees)
- Sotto Voce (2006年、Aum Fidelity)
- Subway Moon (2009年、Yellowbird)
- Complicated Day (2014年、Yellowbird)
- Nearness and You (2016年、Clean Feed)
- Small Things (2021年、NYXO) ※with ニック・ハキム

### ジャズ・パッセンジャーズ
- 『ブロークン・ナイト、レッド・ライト』 - Broken Night Red Light (1987年、Les Disques du Crépuscule)
- 『ウィ・ザ・パリジャンズ』 - Deranged and Decomposed (1988年、Les Disques du Crépuscule)
- Implement Yourself (1990年、New World)
- 『ライヴ・アット・ザ・ニッティング・ファクトリー』 - Live at the Knitting Factory (1991年、Knitting Factory)
- 『プレイン・オールド・ジョー』 - Plain Old Joe (1993年、Knitting Factory)
- 『ジャズ・パッセンジャーズ・イン・ラヴ』 - In Love (1994年、High Street)
- 『インディヴィジュアリィ・ツイステッド』 - Individually Twisted (1996年、32 Records)
- "Live" in Spain (1998年、32 Jazz) ※with デボラ・ハリー
- The Rock Concert (2005年、A Stony Muse Production/Roy Nathanson)
- 『リユナイテッド』 - Re-United (2010年、Justin Time)
- April 1990 (2015年、Promising Music)
- 『スティル・ライフ・ウィズ・トラブル』 - Still Life with Trouble (2017年、Thirsty Ear)
- Big Large: In Memory of Curtis Fowlkes (2024年、FOOD)

### ラウンジ・リザーズ
- 『ビッグ・ハート (ライブ・イン・東京)』 - Big Heart: Live in Tokyo (1986年、Island)
- 『ノー・ペイン・フォー・ケークス』 - No Pain for Cakes (1987年、Island)
- 『ヴォイス・オブ・チャンク』 - Voice of Chunk (1988年、Lagarto Productions)

### 参加アルバム
マーク・リボー
- Rootless Cosmopolitans (1990年、Island)
- 『レクイエム・フォー・ホワッツ・ヒズ・ネーム』 - Requiem for What's His Name (1992年、Les Disques du Crépuscule)
- Shoe String Symphonettes (1997年、Tzadik)